# Strange Invaders (film)
Strange Invaders is een Amerikaanse sciencefictionfilm uit 1983 geregisseerd en gedeeltelijk geschreven door Michael Laughlin. De film werd geproduceerd door Thorn EMI Screen Entertainment en gedistribueerd door Orion Pictures. De film was oorspronkelijk bedoeld als deel van een trilogie, maar door de tegenvallende bezoekersaantallen werd dat idee geschrapt.

## Verhaal
De film start in 1958. Buitenaardse wezens landen in de fictieve Amerikaanse stad Centerville. Ze ontvoeren de lokale bevolking of ze doden deze door via hun ogen en handen laserstralen op hen af te vuren. Geraakte mensen muteren in een "blauwe kristallen bol". De buitenaardsen doen vervolgens aan gedaanteverwisseling en nemen de vorm aan van de oorspronkelijke inwoners.
Vijfentwintig jaar later verneemt Charles Bigelow dat zijn ex-vrouw vermist is. Ze reisde af naar Centerville om er de begrafenis van haar moeder bij te wonen. Charles zoekt haar op in Centerville: hij is verbaasd dat er sinds zijn laatste bezoek nog niets is veranderd. Wanneer hij ontdekt dat de bewoners in feite buitenaardse wezens zijn, trachten die laatste hem te vangen: een poging die mislukt. 
Met hulp van journaliste Betty Walker vindt Charles Margaret. Margaret geeft toe dat ze een buitenaards wezen is. Daardoor is hun dochter Elizabeth een hybride. De buitenaardse wezens willen Elizabeth ontvoeren om vervolgens terug te keren naar hun thuisplaneet. Deze ontvoering lukt initieel, maar Charles kan haar net op tijd uit het ruimteschip bevrijden. Na vertrek van de buitenaardsen muteren de "blauwe kristallen bollen" in hun originele menselijke vorm.

## Rolverdeling
| Acteur          | Personage           |
| --------------- | ------------------- |
| Paul Le Mat     | Charles Bigelow     |
| Nancy Allen     | Betty Walker        |
| Diana Scarwid   | Margaret            |
| Michael Lerner  | Willie Collins      |
| Louise Fletcher | Mrs. Benjamin       |
| Wallace Shawn   | Earl                |
| Fiona Lewis     | Dienster            |
| Kenneth Tobey   | Arthur Newman       |
| June Lockhart   | Mrs. Bigelow        |
| Charles Lane    | Professor Hollister |
| Lulu Sylbert as | Elizabeth Bigelow   |
| Jack Kehler     | pompbediende        |

## Nominaties en prijzen
| Prijs                                         | Categorie                       | Ontvanger(s)                               | Resultaat   |
| --------------------------------------------- | ------------------------------- | ------------------------------------------ | ----------- |
| Golden Raspberry Awards 1983                  | Slechtste actrice in een bijrol | Diana Scarwid                              | Genomineerd |
| Saturn Award                                  | Best Science Fiction Film       |                                            | Genomineerd |
| Saturn Award                                  | Best Writing                    | Bill Condon Michael Laughlin               | Genomineerd |
| Saturn Award                                  | Best Make-Up                    | Ken Brooke                                 | Genomineerd |
| Saturn Award                                  | Best Special Effects            | Chuck Comisky Ken Jones Lawrence E. Benson | Genomineerd |
| Avoriaz International Fantastic Film Festival | Grand Prize                     | Michael Laughlin                           | Genomineerd |
| Fantafestival                                 | Best cinematography             | Louis Horvath                              | Gewonnen    |